# Lev Barschi
Lev Mironovici Barschi (în rusă Лев Миронович Барский; n. 25 noiembrie/8 decembrie 1909, Stara Kulna, Volostul Nestoita⁠(d), Gubernia Podolia, Imperiul Rus – d. 11 decembrie 1974, Chișinău, RSS Moldovenească, URSS) a fost un scriitor moldovean din Uniunea Sovietică, de origine evreu.

## Biografie
Lev Barschi s-a născut în satul transnistrean Culina Veche (parte în acea perioadă a Imperiului Rus, azi în Ucraina), într-o familie săracă de evrei ruși. A studiat la o școală rurală, apoi și-a făcut studiile pedagogice la Balta, pe atunci capitală a RASS Moldovenești. Ulterior a lucrat ca profesor în mai multe școli rurale. Între anii 1931 și 1938 a colaborat cu ziarele din RASSM, unde a început să publice și povești. A fost membru al consiliului editorial al ziarului Plugarul Roșu. Prima colecție de povești, intitulată Către o viață nouă', a fost publicată în anul 1933 la Tiraspol.
În anul 1940, a absolvit Institutul Literar „Maxim Gorki” din Moscova. După ocuparea Basarabiei de către URSS, Barschi a ajuns secretar executiv al nou-formatei uniuni a scriitorilor din RSS Moldovenească.
În anul 1941 se înscrie în Partidul Comunist al Uniunii Sovietice. În luna decembrie a aceluiași an este mobilizat în Armata Roșie pentru a lupta în Caucaz. Între anii 1945 și 1948 a locuit la București, fiind redactor al unui ziar sovietic în limba română. A fost ulterior (între anii 1950-1960) președinte al Uniunii Scriitorilor din RSS Moldovenească.
Scriitorul a decedat la data de 11 decembrie 1974, la Chișinău. Fiul său, Valentin (1937-2013) a fost medic în Haifa, Israel.

### Controverse
Pe 25 iunie 1941, scriitorul Alexandru Terziman îi mărturisește lui Barschi intuiția sa că Germania Nazistă va câștiga războiul, deoarece are o armată mai bine echipată decât cea sovietică. În ziua următoare, Terziman este arestat și deportat la GULAG, unde va deceda în 1943. Se crede că Barschi a fost cel care l-a raportat pe Terziman autorităților sovietice.
După începutul invaziei germano-române a URSS, fiind grav bolnav, poetul Nicolae Țurcanu l-a rugat pe Barschi să-l ajute să se evacueze, dar acesta a refuzat. Țurcanu a rămas în Guvernământul Transnistriei, fiind tratat de autoritățile române, ceea ce va duce la marginalizarea sa completă de către mediul literar sovieto-moldovenesc.